# Asmara

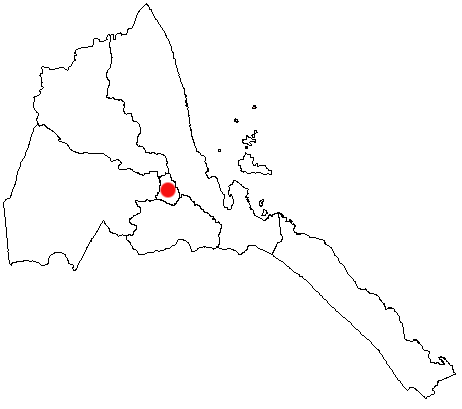
Harta Eritreei, pe care este indicată poziţia capitalei ţării, Asmara.

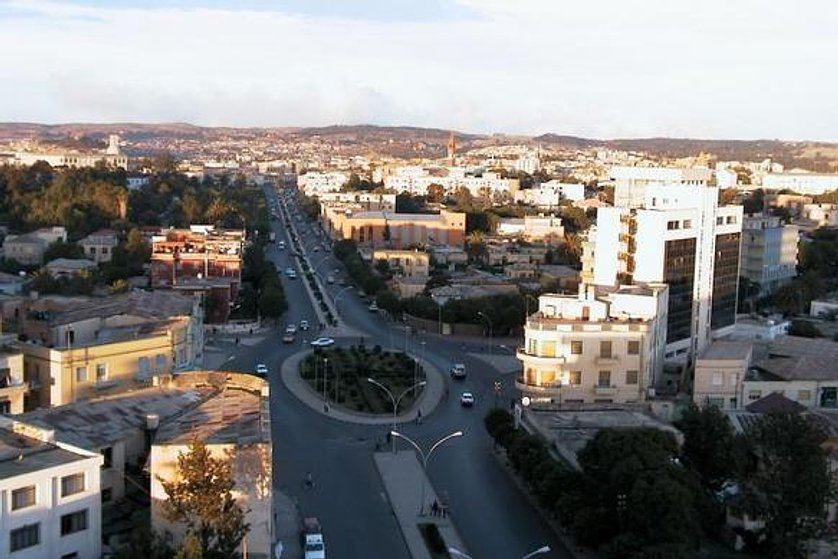
Asmara - Vedere panoramică

Asmara, cunoscută anterior ca Asmera este capitala și cea mai mare așezare urbană a Eritreei, având o populație de aproximativ 579.000 locuitori. Situată la o altitudine de peste 2.100 de metri, Asmara se găsește la o intersecție de cutări importante ale scoarței terestre, fiind simultan la nord-estul Marelui rift african, respectiv în partea extrem nordică a podișului etiopian.
În anii colonialismului italian, 1935 - 1945, dar și anterior, orașul a devenit extrem de cunoscut europenilor și mai apoi în întreaga lume pentru numeroasele clădiri de dimensiuni medii și mici care au fost construite în stilul arhitecturii Art Deco, într-o perioadă fertilă de circa 18 - 20 de ani. Astăzi, majoritatea acelor clădiri sunt perfect funcționale, fiind un prilej de mândrie locală și atracție turistică.

## Personalități născute aici
- Lara Saint Paul (1945 - 2018), cântăreață italiană.

## Bibilografie
- Edward Denison, Guang Yu Ren, Naigzy Gebremedhin and Guang Yu Ren - Asmara: Africa's Secret Modernist City (2003) ISBN 1-85894-209-8